# 暴鯉龍
暴鯉龍（Gyarados）是任天堂和Game Freak所特許經營的《精靈寶可夢》系列裡的虛構生物「寶可夢」之一，它由杉森建設計，最初登場於《寶可夢 紅》和《寶可夢 綠》之中，並在後續多款衍生作品，以及卡片、模型等產品中登場，在動畫中，它由石塚運昇配音。暴鯉龍是由鯉魚王進化而成，它被稱為「兇惡寶可夢」，以兇暴的脾氣和破壞力著稱，一旦陷入憤怒便會不顧一切，不將周遭破壞殆盡決不罷休。

## 設計與名稱
暴鯉龍是最初登場於《寶可夢 紅》和《寶可夢 綠》的151種寶可夢之一，由Game Freak團隊設計，杉森建定稿。其日文名稱和英文名稱相同，原先有一個備案是要將其改名為「Skulkraken」，是由「skull」（骷髏）或「skulk」（潛藏）和「kraken」（克拉肯）組成，但最後還是採用與日文相同的稱呼。暴鯉龍的設計靈感來自於中國的龍，並採用「鯉躍龍門」的中國民間傳說的概念來設計鯉魚王進化成暴鯉龍的設定。

## 登場

### 電子遊戲
暴鯉龍最初登場於《寶可夢 紅》和《寶可夢 綠》，在後續遊戲中都有登場，當鯉魚王獲得足夠的經驗時可以進化成暴鯉龍，而用釣魚的方式直接遇見暴鯉龍的機率不高。在《寶可夢 金》、《寶可夢 銀》、《寶可夢 水晶》、《寶可夢 心金》和《寶可夢 魂銀》中，玩家可在憤怒之湖遇見一隻紅色的暴鯉龍，並會觸發其相關劇情。赤紅、青綠、小樁、阿渡、米可利、水管皇后小薊、吉憲、赤日等訓練家都持有暴鯉龍。暴鯉龍在《寶可夢 X》和《寶可夢 Y》中可以超級進化，在超級進化後會從原先的水/飛屬性變成水/惡屬性。
在主系列以外，暴鯉龍在《寶可夢隨樂拍》、《寶可夢TCG (電子遊戲)》、《寶可夢 不思議迷宮救助隊》、《精靈寶可夢保育家》、《Pokémon Go》中皆有登場。

### 動畫
在動畫中，暴鯉龍初次登場於《神奇寶貝！就決定是你了！》之中，之後在《寶可夢漂流記！》中登場，在該集中，有隻鯉魚王被小次郎拋棄，隨後進化成暴鯉龍。小霞最初不喜歡暴鯉龍，但後來克服了恐懼並擁有了一隻暴鯉龍。

### 漫畫
在《神奇寶貝特別篇》中，憤怒的暴鯉龍反過來攻擊自己的訓練家小霞，在小智制服它後，將暴鯉龍交還給小霞。後來小霞將暴鯉龍與小智的大鉗蟹交換，而小智也在某次意外中與小茂對調持有寶可夢，使得這隻暴鯉龍也短暫被小茂持有。在〈金·銀·水晶篇〉中，火箭隊佔領滿金市的廣播塔，並導致紅色暴鯉龍發狂，後來它被小銀收服。

## 評價
自從暴鯉龍登場以來，受到的評價多屬正面。GamesRadar將鯉魚王評為「無能至極的寶可夢」，但將暴鯉龍評為寶可夢系列中最知名的角色之一。並在一期文章中將暴鯉龍列為「本週之寶」。在討論異色寶可夢時，GamesRadar以暴鯉龍為例子，說明異色寶可夢在外觀上的差異，並提及它被設計為水/飛行屬性寶可夢是頗為怪異的一件事，畢竟它可以學會的飛行屬性招式只有「彈跳」。《連線》雜誌的John Mix稱暴鯉龍是「經典的強大寶可夢」，《GameSpy 》的編輯Justin Leeper認為暴鯉龍是許多陽剛性格的玩家的選擇。IGN將其列為史上最強力的寶可夢之一，並將其與中國神話中的龍進行比較他們還將暴鯉隆列為最佳飛行屬性寶可夢之一，稱它是條「飛行海蛇」。
作家Ash Dekirk寫道，鯉魚王進化成暴鯉龍的設計是受鯉躍龍門啟發，並補充說明暴鯉龍有鯰魚般的鬍鬚和鈍鼻子。作家Loredane Lipperini同樣形容暴鯉龍與中國文化有某種相似之處。IGN在《本日寶可夢》專欄中表示對《精靈寶可夢 水晶》裡的暴鯉龍感到失望，因為雖然暴鯉龍在第一世代遊戲中很強，但第二世代的設定變更後，暴鯉龍的特攻能力值被設定得太低。IGN還表示《寶可夢隨樂拍》中有項設計非常好，好到能讓它超越《寶可夢 黑》和《寶可夢 白》，因為玩家可在該遊戲中對鯉魚王使用道具使它直接進化成暴鯉龍。作家Tracy West將暴鯉龍評為第四佳的水屬性寶可夢，IGN的讀者將它評為第11佳的寶可夢。編輯Sam評道「暴鯉龍是第一世代遊戲中最具標誌性的飛行及水屬性寶可夢。它甚至是寶可夢訓練過程的縮影」，並進一步表示「當你帶著鯉魚王，每個人都會取笑你，但當它進化成暴鯉龍，誰還膽敢取笑它？」